# Norbert Thoss
Norbert Thoss (* 19. Januar 1935 in Braunschweig; † 9. Dezember 2021 in Hoya) war ein deutscher Architekt und Bildhauer.

## Leben
Nach dem Abitur 1957 in Nienburg/Weser absolvierte Thoss ein Architekturstudium an der Universität Hannover, das er 1965 mit einem Diplom abschloss.
Seit 1965 arbeitete er als freischaffender Architekt mit eigenem Büro in Hoya/Weser und darüber hinaus seit 1972 als Bildhauer mit einem Atelier in Eitze/Verden (Aller).
Thoss ist ein Vertreter des Subtraktionismus. Er hat mit den Materialien Stein, Holz, Ton und Bronze gearbeitet.
Seine Arbeiten präsentierte er in verschiedenen Ausstellungen der Öffentlichkeit. Sie befinden sich auch im öffentlichen Raum, u. a. in Hoya, Rethem (Aller), Syke und Weyhe.

## Werke im öffentlichen Raum

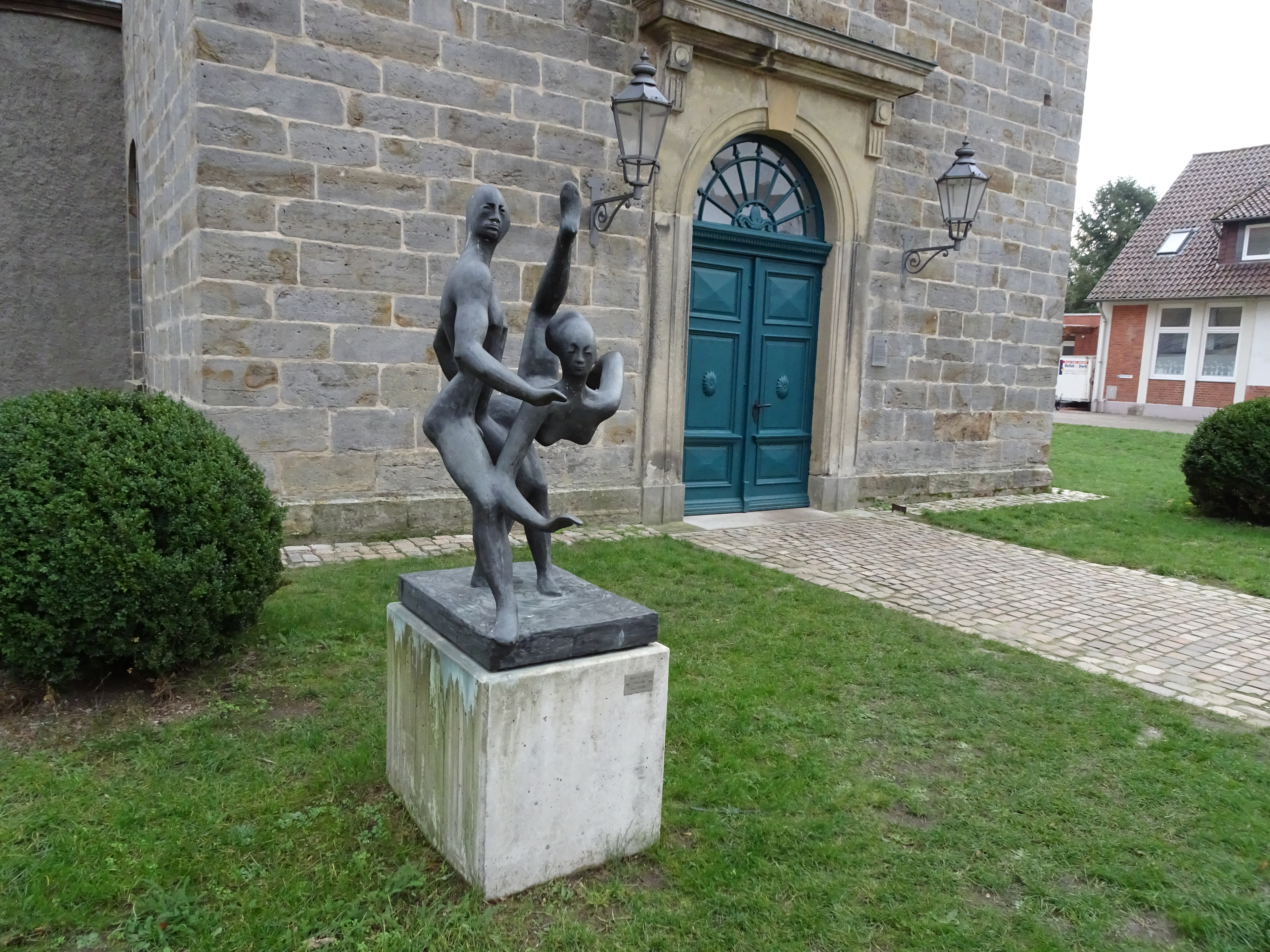
Bronzeskulptur Paartanz vor dem Kulturzentrum Martinskirche in Hoya

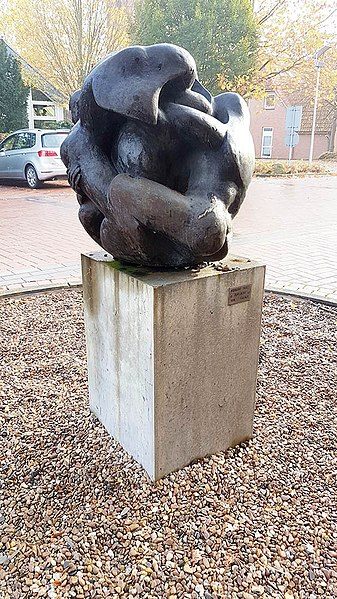
Bronzeskulptur Zuflucht vor der Kreissparkasse in Syke (Mühlendamm)

- Paartanz (Bronze, 2006) an der Martinskirche in Hoya
- Skulpturenpark (2006 eröffnet) im Londypark in Rethem/Aller (vier Bronzeskulpturen: Sitzende, Tänzerin, Raubkatze, Liegende)
- Zuflucht (Bronze, 2002), 2012 vor der Kreissparkasse in Syke aufgestellt
- die Skulpturengruppe Die fünf Sinne (Stein, 2003) vor der Sparkasse in Leeste